# Monte LeResche
Il Monte LeResche (in lingua inglese: Mount LeResche) è una prominente montagna antartica, alta 2.040 m, situata all'estremità settentrionale del Homerun Range nei Monti dell'Ammiragliato, in Antartide. 
Il monte è stato mappato dall' United States Geological Survey (USGS) sulla base di rilevazioni e foto aeree scattate dalla U.S. Navy nel periodo 1960-63.
La denominazione è stata assegnata dall' Advisory Committee on Antarctic Names (US-ACAN) in onore di Robert E. LeResche, biologo dell'United States Antarctic Research Program (USARP) in servizio presso la Stazione McMurdo e Capo Crozier nel 1966-67,1967–68 e 1968–69.